# Монс Євген Володимирович
Євген Володимирович Монс (рос. Евгений Владимирович Монс; 23 березня 1989, м. Череповець, СРСР) — російський хокеїст, правий нападник. Виступає за «Сєвєрсталь» (Череповець) у Континентальній хокейній лізі.  
Вихованець хокейної школи «Сєвєрсталь» (Череповець). Виступав за «Капітан» (Ступіно), «Сєвєрсталь» (Череповець), ХК «Липецьк», «Алмаз» (Череповець), «Кристал» (Саратов), «Дукла» (Михайлівці).